# Храм Архангела Гавриила (Туман)
Храм Арха́нгела Гаврии́ла (серб. Храм архангелу Гаврилу) — главный храм православного монастыря Туман в Сербии

## История
Первый храм на этом месте был возведён в XVI веке, в первый раз он появляется в документах 1572—1573 годов, его упоминает в своих трудах экзарх Белградской митрополии Максим Раткович. Вполне возможно, что он был освящён в честь Архистратига Гавриила.
Вероятно храм был деревянный, в период Австро-турецкой войны (в 1788 году), во время восстания Кочина крайина монастырь Туман был сожжён турками.
В 1797 году, во время первого правления Милоша Обреновича храм был построен заново, скорее всего в камне.
Работами руководил воевода города Голубац Пол Богданович.
Первое и второе сербское восстание нанесли серьёзный урон монастырю, в 1879 году монастырь был заново обустроен.
О храме в своих книгах упоминали такие сербские авторы XIX века как Тодор Влачич и Йоаким Вуйич.
Храм был сильно повреждён при землетрясении 1883 года.
Снова монастырь был восстановлен, но в 1910 году храм был заминирован террористами, подрыв произошёл 11 (24) апреля, целью террористического акта был мэр города Голубац, который присутствовал на праздновании Вербного воскресенья.
Подрыв заряда не привёл к мгновенному обрушению здания, но оно покрылось трещинами; из-за угрозы немедленного обрушения оно было снесено.
События Балканской и Первой мировой войн не позволили быстро начать восстановление.
Современный храм был построен в моравском стиле с крестообразным фундаментом и куполом, его освящение состоялось в 1924 году.
Его иконостас был деревянным, стены не расписаны.
Во время ремонта 1936 года был разобран пол и в той части храма, где было принято молиться Зосиме Синаиту, были обнаружены мощи этого святого.
Несмотря на влажную землю и прошедшие столетия, кости святого не истлели и выглядели как сравнительно недавно захороненные.
Сейчас они помещены в раку, которая находится перед алтарём с правой стороны храма.
В 1991 году в церкви был устроен новый каменный иконостас, одновременно с этим в церкви были созданы фрески.